# Большебакалдский сельсовет
Большебака́лдский сельсовет — сельское поселение в Бутурлинском районе Нижегородской области Российской Федерации.
Административный центр — село Большие Бакалды.

## История
Статус и границы сельского поселения установлены Законом Нижегородской области от 15 июня 2004 года № 60-З «О наделении муниципальных образований — городов, рабочих посёлков и сельсоветов Нижегородской области статусом городского, сельского поселения».

## Население
| 2002  | 2010  | 2012  | 2013  | 2014  | 2015  | 2016  |
| ----- | ----- | ----- | ----- | ----- | ----- | ----- |
| 1455  | ↘1289 | ↘1279 | ↗1306 | ↗1312 | ↘1298 | ↘1293 |
| 2017  | 2018  | 2019  | 2020  |       |       |       |
| ↘1281 | ↘1249 | ↘1247 | ↘1231 |       |       |       |

## Состав сельского поселения
| № | Населённый пункт | Тип населённого пункта       | Население |
| - | ---------------- | ---------------------------- | --------- |
| 1 | Большие Бакалды  | село, административный центр | ↘652      |
| 2 | Валгусы          | село                         | ↗510      |
| 3 | Вишенки          | посёлок                      | ↘5        |
| 4 | Гремячий         | посёлок                      | ↘12       |
| 5 | Залесный         | посёлок                      | ↘0        |
| 6 | Марьино          | село                         | ↘106      |
| 7 | Новый Ключ       | посёлок                      | ↘4        |
| 8 | Почайно          | посёлок                      | ↘0        |